# Утуроа
Утуроа — коммуна на Подветренных островах на архипелаге Общества в Заморском сообществе Франции Французской Полинезии. Административный центр коммуны — г. Утуроа.

## История

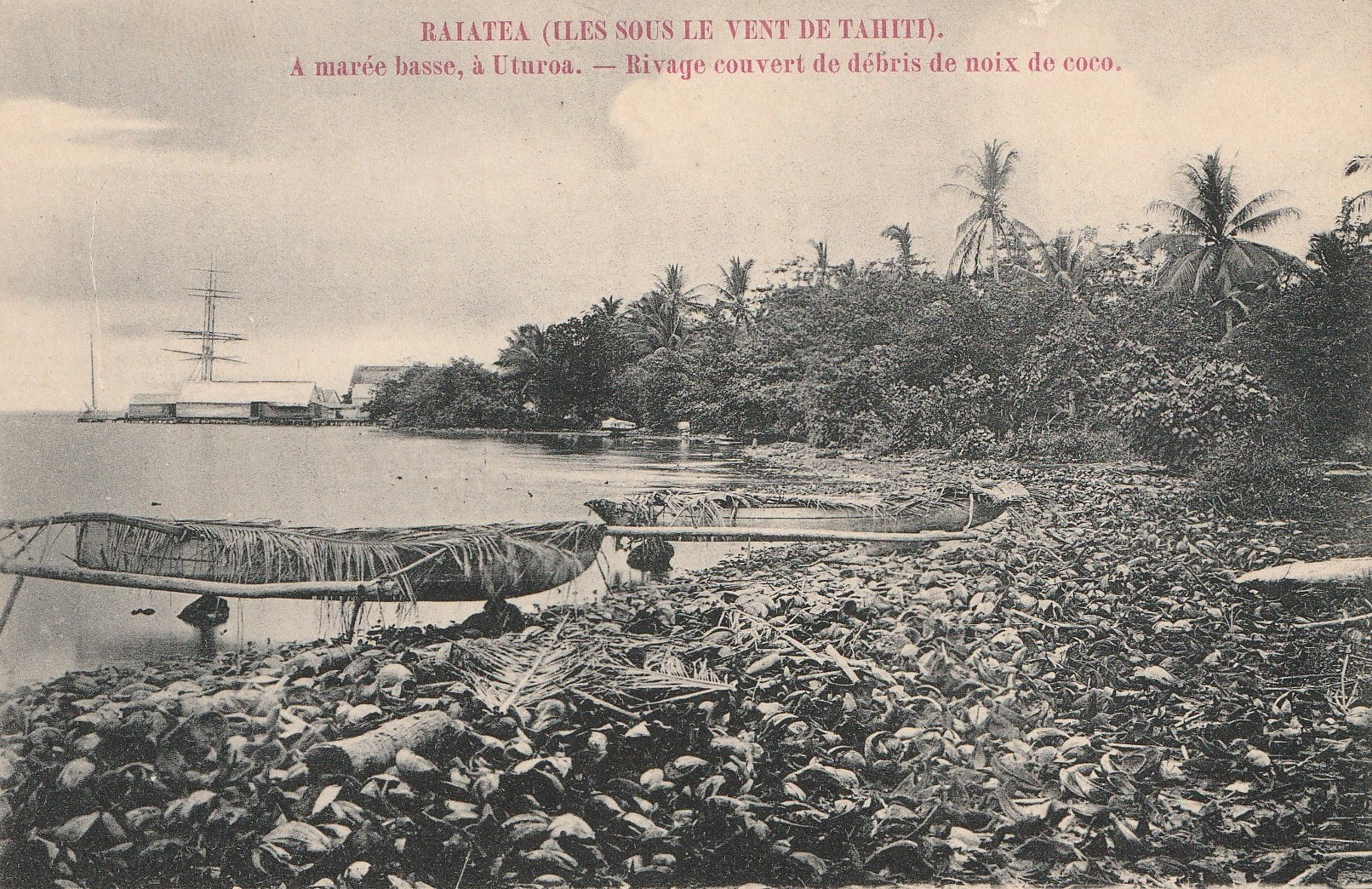
Порт Утуроа в 1895 году.

До прихода европейцев территория коммуны не была заселена. Около 1820 года миссионер Джон Уильямс (1796—1839) открыл там христианскую миссию. В конце XIX века был построен порт. Рынок, открытый в посёлке, стал крупнейшим в Французской Полинезии. Коммуна Утуроа была создана в 1945 году, что делает ее вторым старейшим муниципалитетом во Французской Полинезии. В 60-х годах XX века на территории коммуны были построены аэропорт и средняя школа.

## Описание
В составе коммуны Утуроа нет других населённых пунктов. Утуроа является административным центром Подветренных островов. Население — 3736 чел. (2017 год).
Гора Оротайо является самой высокой точкой муниципалитета, ее высота достигает 479 метров. Основное направление экономической деятельности — сельское хозяйство.